# Gimnasio Boston College
El Gimnasio Boston College es un recinto deportivo de multipropósito, ubicado en la comuna de Maipú, de la ciudad de Santiago, Chile. Es de propiedad de la red de colegios Boston College y fue inaugurado en el año 1996, cuando se construyó el colegio en dicho sector. 
El equipo que hace de local en aquel gimnasio es el Club Deportivo Boston College, el cual ha sido constantemente partícipe tanto de la antigua División Mayor del Básquetbol de Chile como la nueva Liga Nacional de Básquetbol de Chile, llegando incluso a participar en diferentes finales de dichos torneos.
Desde el 2014 el gimnasio es arrendado por el Club Social y Deportivo Colo-Colo, club el cual salió campeón de la Liga Nacional de Básquetbol 2014-15.
El gimnasio tiene capacidad para 3000 personas.

## Acontecimientos importantes
- Finales de la Dimayor 2008, en donde el Club Deportivo Boston College pierde la final frente al Club Deportivo Liceo Mixto y obtiene el segundo lugar.[3]
- Finales de la Liga Nacional de Básquetbol 2010, en donde el Club Deportivo Boston College pierde la final frente al Club Deportivo Español de Talca y obtiene el segundo lugar.[4]

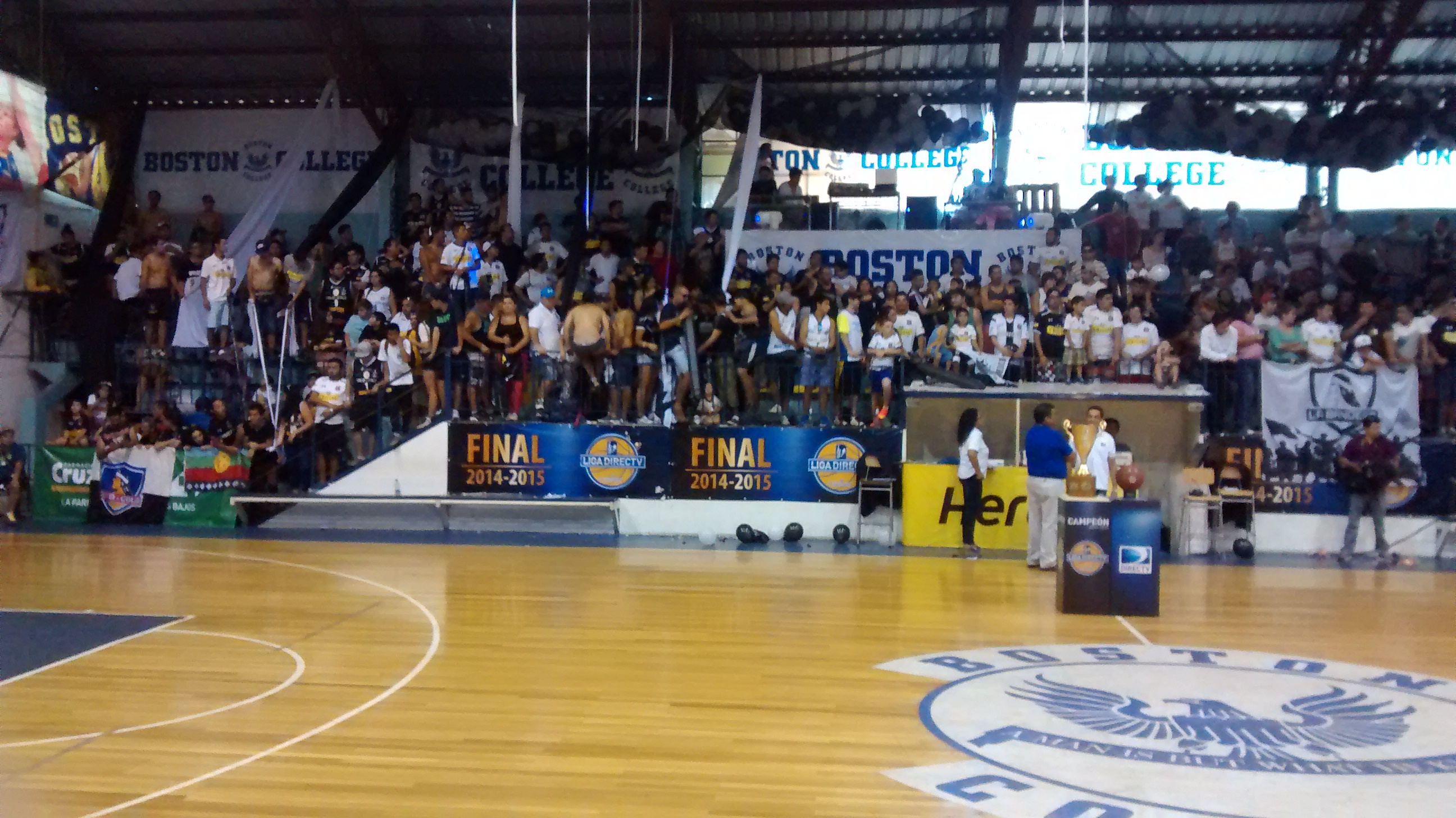
Colo-Colo vs. Deportes Castro Final LNB 2014-15

- Finales de la Liga Nacional de Básquetbol 2011-12, en donde el Club Deportivo Boston College pierde la final frente al Club Deportes Castro y obtiene el segundo lugar.[5]
- Finales de la Liga Nacional de Básquetbol 2012-13, en donde el Club Deportivo Boston College pierde la final frente al Club Deportivo Español de Talca y obtiene el segundo lugar.[6]
- Finales de la Liga Nacional de Básquetbol 2014-15, en donde el Club Social y Deportivo Colo-Colo se proclama campeón frente Club Deportes Castro.[7]